# Seilkorb
Ein Seilkorb, auch Korb, Treibekorb, Seiltrommel oder einfach Trommel genannt, ist ein Seilträger an der Fördermaschine, auf den das Förderseil aufgewickelt wird. Er dient dazu, die beweglichen Seile anzutreiben und dazu das einzuziehende Seil zu speichern. Des Weiteren wird mit dem Seilkorb die kreisförmige Bewegung der Fördermaschine in eine geradlinige umgesetzt. Die Trommeln sind in der Regel so konstruiert, dass sich die Seilwindungen nebeneinander und nicht übereinander auf der Trommel aufwickeln; in letzterem Fall spricht man stattdessen von einer Bobine.

## Grundlagen und Geschichte
Die erste vereinfachte Form eines Seilkorbs war der Rundbaum, der bei den Bergbauhäspeln als Seilträger verwendet wurde.
Bei den später verwendeten Göpeln verwendete man bereits Seilkörbe, die jedoch auf einer senkrecht stehenden Welle montiert waren. Die Seilkörbe dieser Maschinen wurden komplett aus Holz gefertigt. Holz blieb über lange Zeit das dominante Konstruktionsmaterial für Seilkörbe, selbst als diese bereits waagerecht montiert und für Fördermaschinen eingesetzt wurden, die für größere Teufen verwendet wurden.
Die Länge des auf den Seilkorb aufwickelbaren Förderseils hängt ab vom Durchmesser des Seilkorbes und der Anzahl der auf ihn aufbringbaren Seilwindungen. Sowohl der Durchmesser des Seilkorbes als auch dessen Breite hängen wiederum vom Seildurchmesser ab. Die jeweiligen Seilkörbe müssen so konstruiert sein, dass die gesamte Seillänge auf den Seilkorb passt und die einzelnen Seilwindungen sich nicht aneinander reiben. Da der Seilkorb dafür ausgelegt sein muss, dass er die gesamte Seillänge aufnehmen soll, hat er bei größeren Teufen entsprechend große Abmessungen von mehreren Metern.
Durch konstruktive Maßnahmen am Seilkorb, die dafür sorgen, dass das Seil stets senkrecht zum Seilkorb aufläuft, wird ein verstärkter Seilverschleiß verringert. Erste umfangreiche Studien zur beanspruchungsgerechten Auslegung von Seiltrommeln wurden im Jahr 1920 veröffentlicht.

## Aufbau und Funktion
Jeder Seilkorb besteht aus einem Mittelstück, auch Stern genannt, das auf der Seilkorbwelle sitzt. Seitlich am Mittelstück befinden sich die Kränze, die mit den Armen des Mittelstücks befestigt sind. Zwischen den Kränzen befindet sich die Verschalung.
Die wohl älteste Form des Seilkorbes ist der zylindrische Seilkorb. Diese Körbe wurden so breit konstruiert, dass sich alle Seilschläge nebeneinander auf der Trommel aufwickeln konnten. Aufgrund der genügend großen Breite wurde verhindert, dass sich das Förderseil übereinander aufwickelte. Allerdings hatten diese Seilkörbe den Nachteil, dass das wechselnde Gewicht des auf- oder abspulenden Förderseils sich störend bemerkbar macht.
Eine Abhilfe schafften hierbei die konischen Seilkörbe. Sie sind so geformt, dass sich das Förderseil mit einem Neigungswinkel von 2:1 aufsteigend auf den Seilkorb wickelt. Durch die konischen Seilkörbe wird das wechselnde Gewicht des Förderseils annähernd ausgeglichen. Ein kompletter Gewichtsausgleich lässt sich jedoch nur mit entsprechend groß konstruierten Trommeln erreichen.
Sowohl beim zylindrischen als auch beim konischen Seilkorb können in die Verschalung Nuten eingefräst werden. Durch die Nuten wird der Abstand der einzelnen Seilwindungen zueinander so vorgegeben, dass sie sich nicht aneinander reiben. Seilkörbe, die einen leicht konisch zulaufenden Körper haben und mit eingefrästen Nuten versehen sind, werden Spiralseilkorb genannt. Dabei sind die Nuten so angebracht, dass sie die Form eines Schraubgewindes haben. Spiralkörbe haben zudem den Vorteil, dass bei ihnen, wenn sie entsprechend weit genug von der Seilscheibe entfernt montiert werden, ein geringerer Seilverschleiß auftritt als bei anderen Seilkorbformen.
Damit man zwei Fördergefäße gleichzeitig bewegen kann, gibt es sowohl zylindrische als auch konische Doppeltrommeln. Die konischen Doppeltrommeln werden entweder an den breiten oder an den schmalen Stirnflächen zusammengefügt; so erhält man zwei verschiedene Bauarten von konischen Seilkörben.

## Hölzerne Seilkörbe

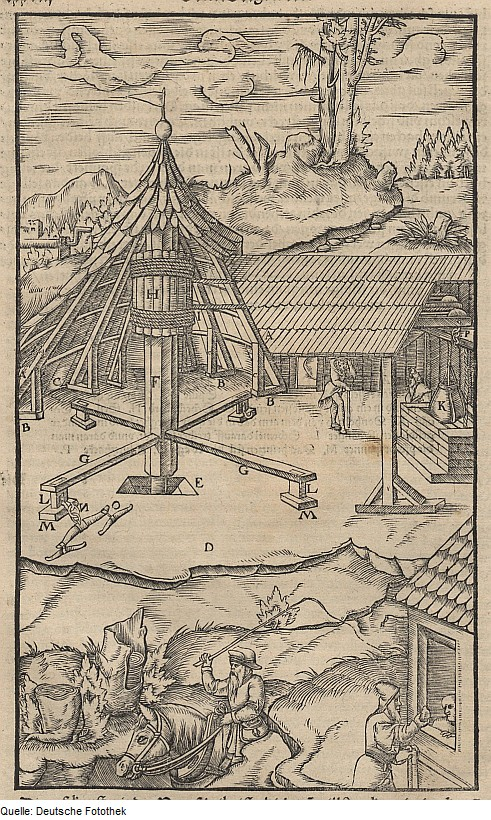
Rundganggöpel nach Agricola,
oben der Seilkorb

Die Seilkörbe der mit Muskel- oder Wasserkraft angetriebenen Göpel wurden aus Holz gefertigt, die Seilkorbwelle aus besonders festem Holz. An den Enden der Welle wurden Eisenzapfen aufgebracht, mit denen die Welle in gusseisernen Lagern lief.
Die Seiltrommel wurden mittels der Kreuzhölzer an der Seilkorbwelle befestigt. Damit der Seilkorb auch fest genug saß, wurde er mittels Bolzen mit der Welle verbunden. An den Kreuzhölzern wurden die Kranzhölzer befestigt. Bei Trommeln mit besonders großem Durchmesser war es erforderlich, die Kranzhölzer mit Streben zu verstärken. Diese Streben wurden zwischen den Kranzhölzern angebracht, zusätzlich gab es auch noch Streben zwischen den Kränzen und der Welle.
Die als Verschalung dienenden Schlaghölzer wurden mit Nägeln so angebracht, dass an der Außenfläche des Korbes kein Nagelkopf vorstand. Dies war erforderlich, damit die Förderseile nicht beschädigt wurden.
Wurden Hanfseile verwendet, so mussten diese zum Schutz gegen Feuchtigkeit mit Teer bestrichen werden. Dieser setzte sich an der Verschalung ab und musste von Zeit zu Zeit entfernt werden, damit das Förderseil problemlos vom Seilkorb abrollte.
Bei der Verwendung von Stahlseilen mussten die Seilkörbe einen Mindestdurchmesser von 2,64 Metern haben, um die die Elastizitätsgrenze der Seile nicht zu überschreiten. Im Oberharzer Bergrevier wurden Seilkörbe mit einem Durchmesser von 3,52 Meter verwendet. Diese Seilkörbe waren nur für geringe Fördergeschwindigkeiten geeignet.

## Verbesserungen
Mit Einführung der Dampfmaschine als Antriebsmaschine für die Schachtförderung wurden Fördergeschwindigkeiten von bis zu 13 Metern pro Sekunde erreicht. Nun wurden zylindrische Seilkörbe aus Gusseisen verwendet. Die Körbe wogen etwa 1,2 Tonnen und wurden aus einem Stück gegossen oder aus mehreren Teilen gefertigt und zusammengesetzt. In der Mitte des Seilkorbes befand sich eine gusseiserne Nabe, in der Stäbe aus Schmiedeeisen befestigt waren. Die Stäbe dienten dazu, den Kranz aus Gusseisen zu tragen und mit der Seilkorbnabe zu verbinden. Der Kranz diente zur Aufnahme des Förderseils. Damit die Förderseile nicht durch die raue Gusseisenoberfläche beschädigt werden konnten, wurden in die Seilauflageflächen eine Hohlkehle gedreht. Erheblich seilschonender sind jedoch Seilauflageflächen aus Holz, diese sind geeignet, wenn Förderseile aus Hanf verwendet werden.
Größere Seilkörbe wurden in der Regel aus zwei Scheiben hergestellt. Die Scheiben wurden aus Gusseisen hergestellt und waren innen mit Flanschen versehen.  Auf die Flansche wurden Bohlen mit einer Stärke von drei bis dreieinhalb Zoll geschraubt. In diese Bohlen wurden die Windungen für das Förderseil gedreht.
Die Seilkörbe waren in Lagern mit Bronzepfannen gelagert. Der Seilkorb wurde entweder direkt von der Schwungradwelle oder über ein Vorgelege angetrieben.
Die Seilkörbe hatten einen Durchmesser von fünf bis sieben Fuß. Damit man mit den leistungsstarken Fördermaschinen große Fördergeschwindigkeiten fahren konnte, war es erforderlich, den Durchmesser des Seilkorbes sehr groß zu machen. So wurde auf der Peltongrube bei New Castle ein Seilkorb mit einem Durchmesser von 18 Fuß und einer Breite von 9 Fuß verwendet, auf der Grube Monkwearmouth ein Seilkorb mit einem Durchmesser von 24 Fuß.

## Moderne Trommeln
Bei den heutigen Trommeln werden überwiegend Schweißkonstruktionen verwendet und zwar hauptsächlich zylindrische Trommeln. Hierbei gibt es Einzel- und Doppeltrommeln. die Doppeltrommeln es sowohl mit einer Fest- und einer Lostrommel als auch mit zwei Lostrommeln. Dabei werden die Lostrommeln als Seilträger über eine Versteckvorrichtung mit der Antriebswelle verbunden.
Die Breite der Trommeln hängt ab von der Seildicke, der Seillänge (Teufe) und der Anzahl der Seillängen, der Durchmesser der Seiltrommel vom Seildurchmesser und der Fahrgeschwindigkeit: bei Fahrgeschwindigkeiten über vier Metern pro Sekunde muss der Trommeldurchmesser mindestens den 80-fachen Seilnenndurchmesser betragen.
Die Trommeln müssen mit Bordscheiben versehen sein, die der Begrenzung des Seillaufs dienen, sie sollen insbesondere das seitliche Herunterspringen des Seiles bei Schlaffseil verhindern.
Für besonders große Teufen werden heute Blair-Trommeln verwendet. Eine Blair-Trommel (benannt nach ihrem Erfinder Robert Blair) ist eine zylindrische Trommel, die zwei getrennte Wickelbereiche hat. Dadurch lassen sich zwei Förderseile separat auf der Trommel aufwickeln, ohne sich gegenseitig zu beeinflussen. Die Blair-Trommeln haben, bei gleicher Leistung, einen geringeren Trommeldurchmesser als die Trommeln herkömmlicher Systeme. Aufgrund der geringeren Abmessungen lassen sie sich auch einfacher nach unter Tage fördern, um sie dort an Maschinen einzusetzen. Außerdem lassen sich Trommeln mit kleineren Abmessungen besser unter Tage installieren. Technisch ist es auch möglich, Trommeln mit mehr als zwei Wickelbereichen zu konstruieren und zu verwenden, jedoch hat sich das System mit zwei Wickelbereichen durchgesetzt. Bei zweitrümiger Förderung werden zwei Blair-Trommeln benötigt. Sie werden mechanisch oder elektrisch gekoppelt. Um die Seilablenkung zu reduzieren, werden die Trommeln, wo erforderlich, so montiert, dass sie leicht diagonal zur Seilscheibe stehen. Aufgrund ihrer physikalischen Eigenschaften werden Blair-Trommeln bevorzugt im südafrikanischen Bergbau verwendet.

Übersicht der Trommelarten
Einzeltrommel
Doppeltrommel
Konische Trommel
Spiraltrommel
Blair